# David Nessim Lawrence
David N. Lawrence (nacido en 1960) es un compositor musical estadounidense, conocido fundamentalmente por sus trabajos para películas y series de televisión.

## Biografía
En 2002, fue reconocido con un galardón de la ASCAP por su trabajo en la película American Pie 2. Lawrence ha compuesto la música de diferentes producciones de Disney Channel, así como de series de televisión como High School Musical, The Cheetah Girls 2, High School Musical 2, High School Musical 3, Jericho, y The Cheetah Girls: One World. También escribió la música en tres videos de Sesame Street: "Elmo Says BOO!," "Big Bird Gets Lost," y "Let's Eat! Funny Food Songs" .La mayoría de los trabajos musicales de David `son propiedad de Disney Chanel.
David es hijo de la cantante sefardí Eydie Gormé y el actor y cantante Steve Lawrence.

## Filmografía
| Año  | Título                                  | Director                      | Notas                                 |  |
| ---- | --------------------------------------- | ----------------------------- | ------------------------------------- |  |
| 1994 | Camp Nowhere                            | Jonathan Prince               | Hollywood Pictures                    |  |
| 1994 | Sleep with Me                           | Rory Kelly                    | United Artists                        |  |
| 1996 | Encino Woman                            | Shawn Schepps                 | Walt Disney Television ABC            |  |
| 1999 | American Pie                            | Paul Weitz Chris Weitz        |                                       |  |
| 2000 | Lío en La Habana                        | Peter Askin y Douglas McGrath |                                       |  |
| 2001 | American Pie 2                          | James B. Rogers               | Universal Pictures                    |  |
| 2006 | High School Musical                     | Kenny Ortega                  | Disney Channel                        |  |
| 2006 | The Cheetah Girls 2                     | Kenny Ortega                  | Disney Channel                        |  |
| 2007 | High School Musical 2                   | Kenny Ortega                  | Disney Channel                        |  |
| 2008 | The Cheetah Girls: One World            | Paul Hoen                     | Disney Channel                        |  |
| 2008 | High School Musical 3: Senior Year      | Kenny Ortega                  | Walt Disney Pictures                  |  |
| 2009 | 12 Men of Christmas                     | Arlene Sanford                | Lifetime                              |  |
| 2009 | American Pie Presents: The Book of Love | John Putch                    | Universal Pictures Home Entertainment |  |
| 2010 | Starstruck                              | Michael Grossman              | Disney Channel                        |  |
| 2011 | Good Luck Charlie, It's Christmas!      | Arlene Sanford                | Disney Channel                        |  |
| 2013 | Teen Beach Movie                        | Jeffrey Hornaday              | Disney Channel                        |  |
| 2015 | Teen Beach 2                            | Jeffrey Hornaday              | Disney Channel                        |  |
| 2015 | Descendants                             | Kenny Ortega                  | Disney Channel                        |  |
| 2017 | Descendants 2                           | Kenny Ortega                  | Disney Channel                        |  |